# Gyroptère

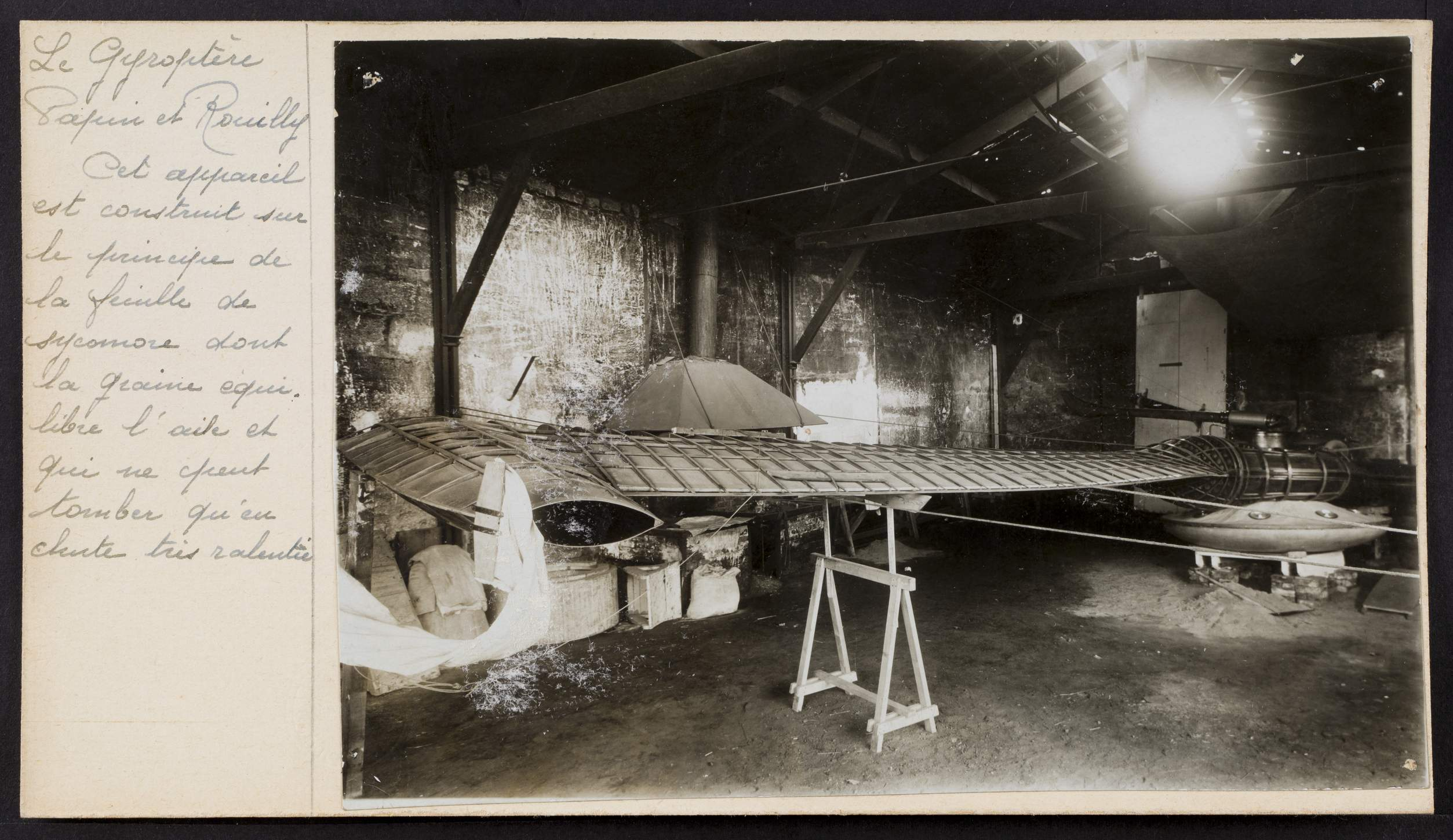
Gyroptère Papin et Rouilly

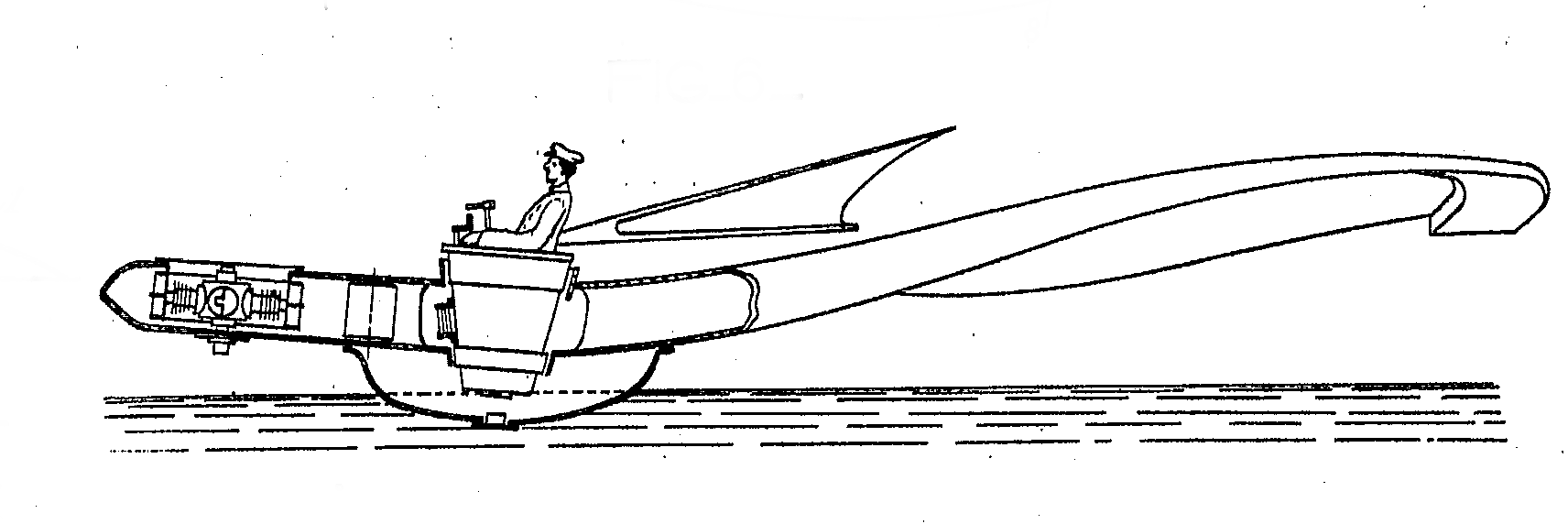
Gyrocoptère d'Alphonse Papin et Didier Rouilly, d'après le brevet de 1914.

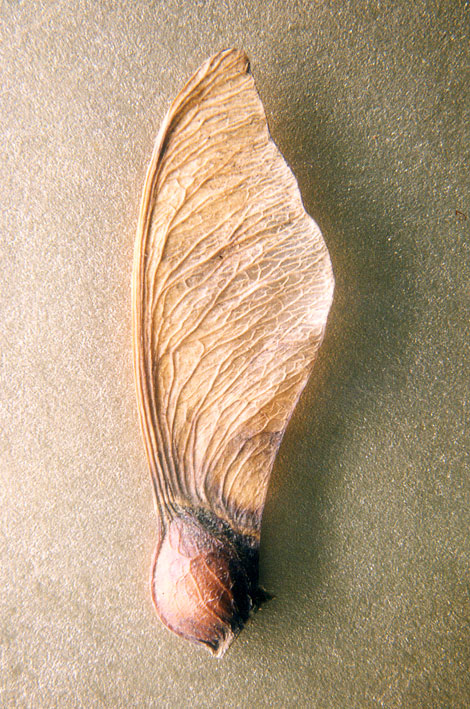
Samare

Le gyroptère est un aéronef à voilure tournante utilisant une pale unique.

## Histoire
L'idée du gyroptère a été inspirée à deux jeunes ingénieurs français, Alphonse Papin et Didier Rouilly, par la chute des samares, graines de l'érable sycomore,. Le projet qu'ils présentent le 14 janvier 1910 devant l'Académie des sciences, reprend pour une aile unique la forme de la samare mise en rotation par un moteur à réaction. Le 6 mai 1911 ils déposent deux brevets dans lesquels l'air sert de fluide assurant la réaction. L'appareil intéresse l'armée qui finance les études nécessaires à la concrétisation du concept.
Dans le prototype de 1913, nommé Chrysalide, une aile de 17 mètres d'envergure tourne autour de la cabine de pilotage. Un moteur rotatif, le Rhône à 9 cylindres en étoile d'une puissance de 80 chevaux est placé de l'autre côté du centre de rotation passant par la cabine, équilibrant l'aile comme le fait la graine dans la samare. Ce moteur d'avion tournant à 1 200 tours par minute actionne un ventilateur qui aspire l'air sur le dessus et le propulse à 100 m/s jusqu'à l'extrémité de l'aile creuse d'où il s'échappe par une ouverture ovale placée perpendiculairement à l'aile. L'aile est mise en rotation par la réaction de l'air qui s'échappe. Une partie de l'air est divertie pour actionner une tuyère auxiliaire qui maintient immobile la cabine de pilotage dont l'orientation peut être contrôlée par le pilote. En 1914, l'appareil est décrit dans la revue La Nature comme un boomerang géant, le boomerang ayant été une autre des sources d'inspiration des inventeurs. L'appareil se démarque à la fois de l'avion et de l'hélicoptère car il devrait permettre les décollages et atterrissages verticaux, le passage contrôlé du vol stationnaire au vol propulsé et il assure, comme la samare, une chute très lente en cas de panne moteur.
Des difficultés techniques imprévues et le déclenchement de la Première Guerre mondiale qui envoya les deux ingénieurs rejoindre leur corps d'armée retardèrent le premier essai qui ne put avoir lieu que le 31 mars 1915 sur le lac de retenue de Cercey en Côte-d'Or. Le moteur utilisé n'est pas assez puissant, d'autant plus qu'un déséquilibre produit par l'aile a contraint les constructeurs à alourdir l'engin ; après avoir déjaugé l'engin devint instable et finit par couler. L'essai fut jugé non concluant par la commission militaire chargée de l'évaluation qui recommandera l'arrêt des essais. Sans succès, Papin et Rouilly poursuivront jusqu'en 1936 leurs efforts pour trouver les financements nécessaires à de nouveaux essais.

## Histoire récente
Le gyroptère Papin-Rouilly a été la première machine à voilure tournante utilisant la propulsion par un jet de gaz en bout de pale, sans liaison mécanique entre le rotor et le moteur,et les études ultérieures de Rouilly prévoyaient un système bipale (Cf photos infra). Une telle configuration est intéressante pour un hélicoptère car elle permet de se dispenser d'un rotor anticouple sur la queue de l'appareil. Dans les années 1950 et 1960 la SNCASO étudia et produisit un hélicoptère léger baptisé « Djinn » où les gaz de la turbine (Turboméca « Palouste ») traversaient le moyeu et les pales du rotor et s'échappaient par deux tuyères en bout de pale.
Produit à 178 exemplaires pour l'Armée mais aussi pour des utilisateurs civils, et parfaitement fonctionnel, le SO 1221 n'a toutefois pas eu de descendance.
L'intérêt des armées et des polices a relancé les études de gyroptères de petite taille pouvant être utilisés comme drones. Une équipe de l'université du Maryland a conçu un modèle opérationnel baptisé « Samara-I », d'une trentaine de centimètres d'envergure, muni d'une aile pivotante donnant beaucoup de souplesse à son pilotage. Par ailleurs l'avionneur Lockheed Martin a produit un prototype nommé « Samarai », encore plus petit et équipé d'une caméra miniature embarquée.

## Galerie

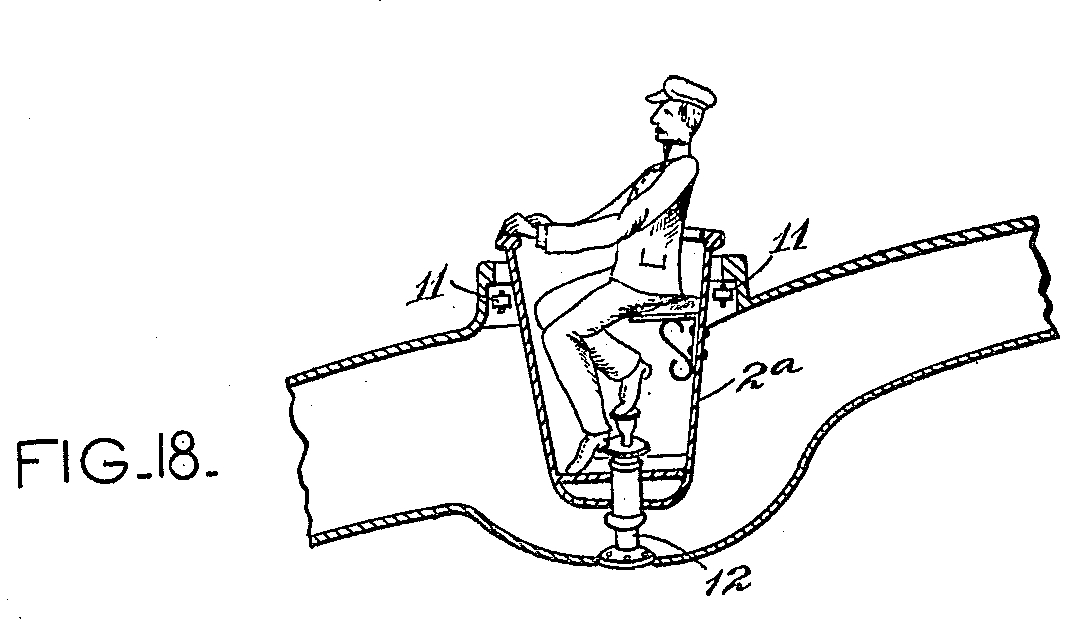
Extrait du brevet de 1915
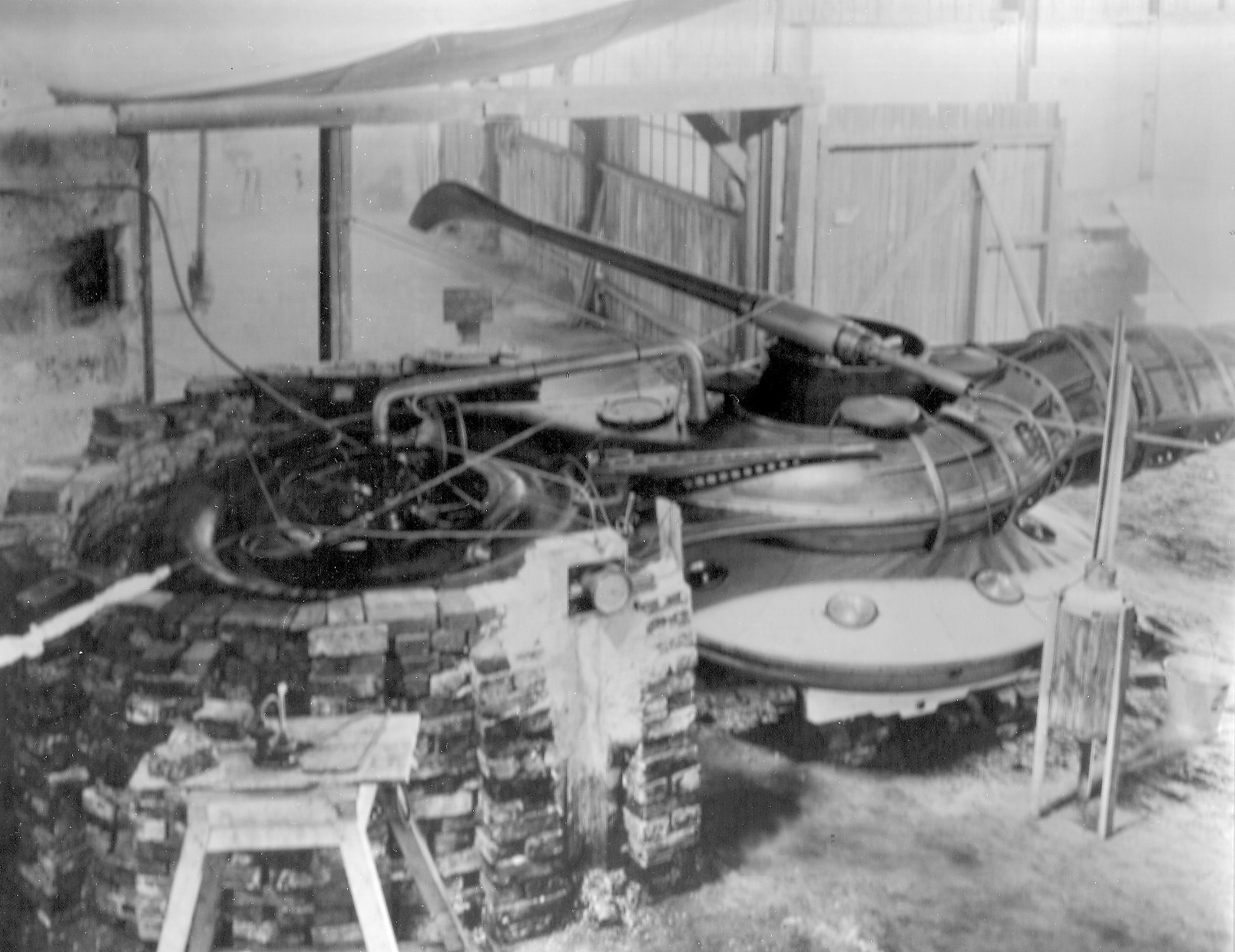
Gyroptère en construction
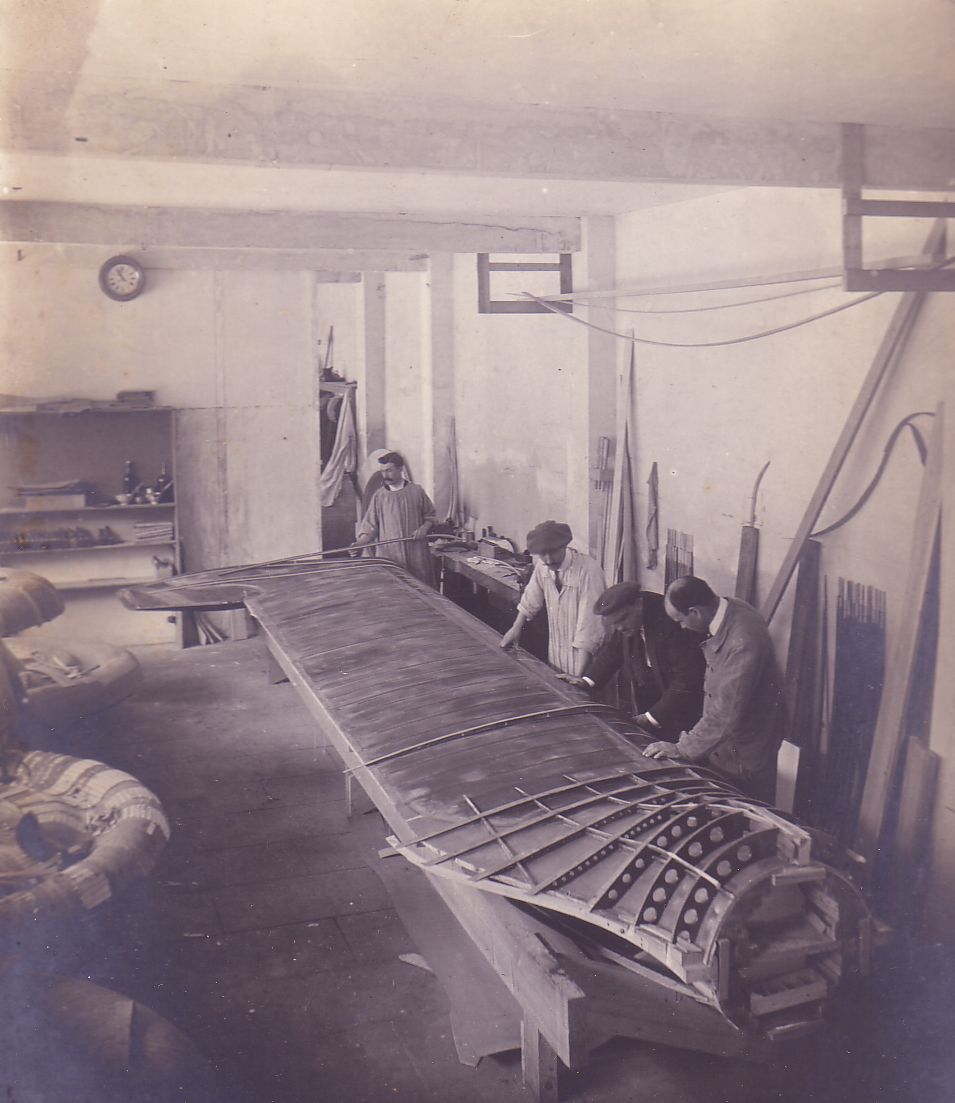
Gyroptère en construction
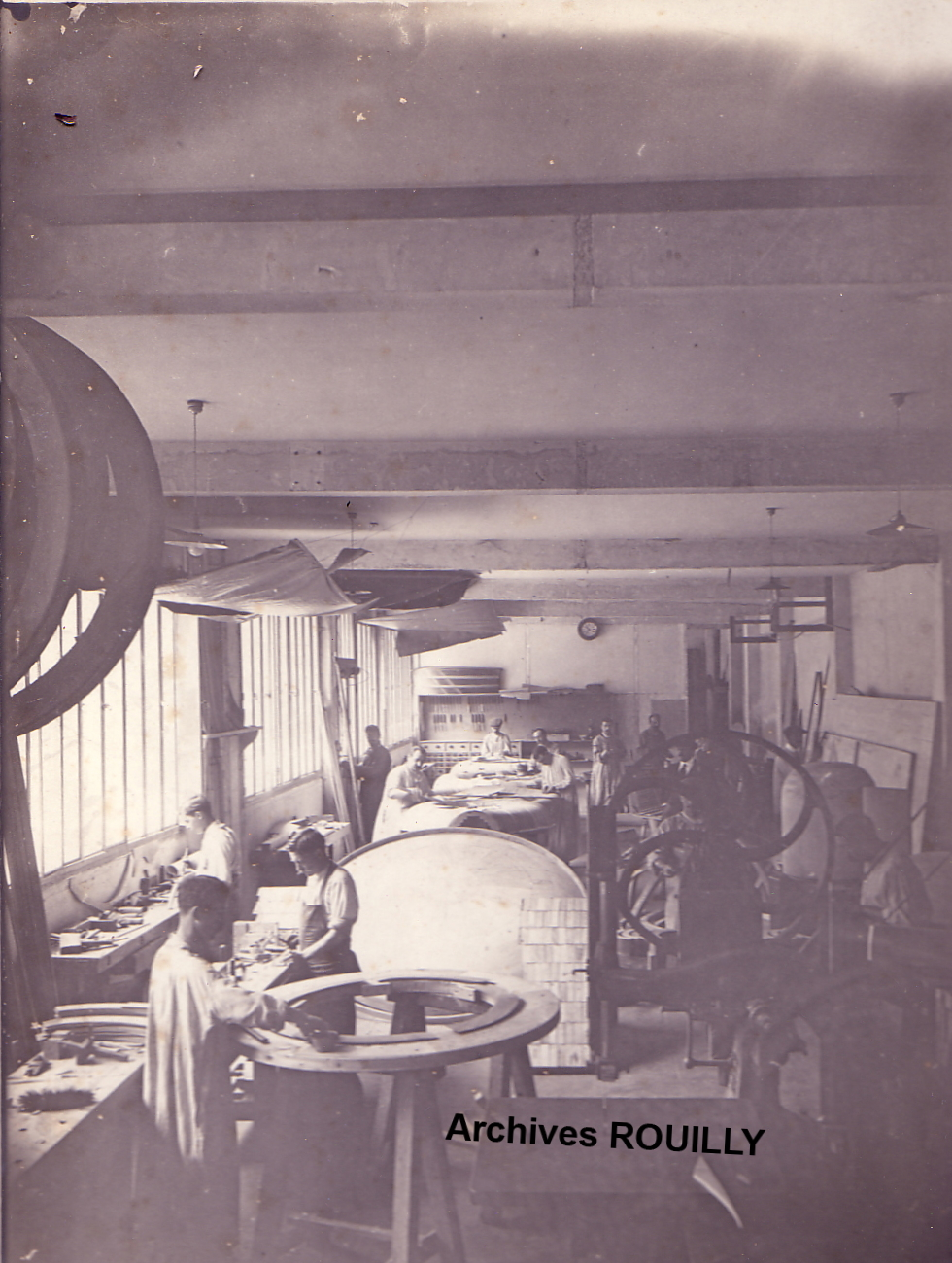
Gyroptère en construction
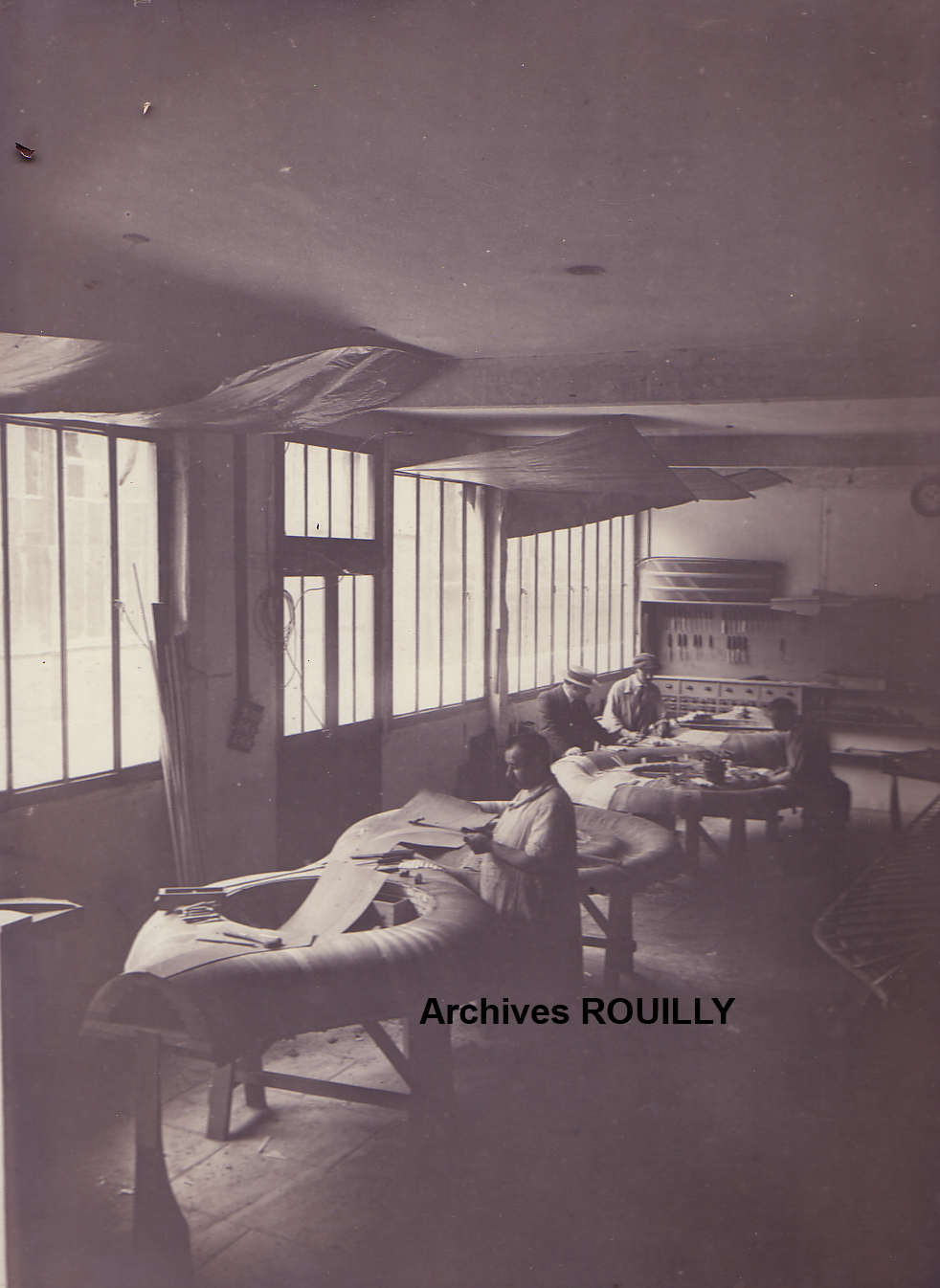
Gyroptère en construction
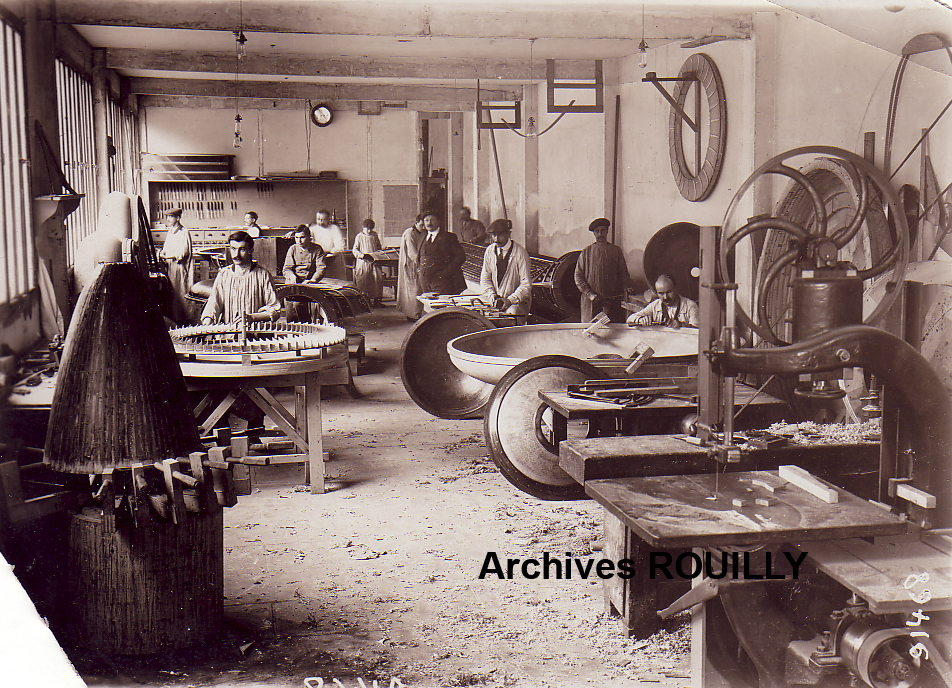
Gyroptère en construction
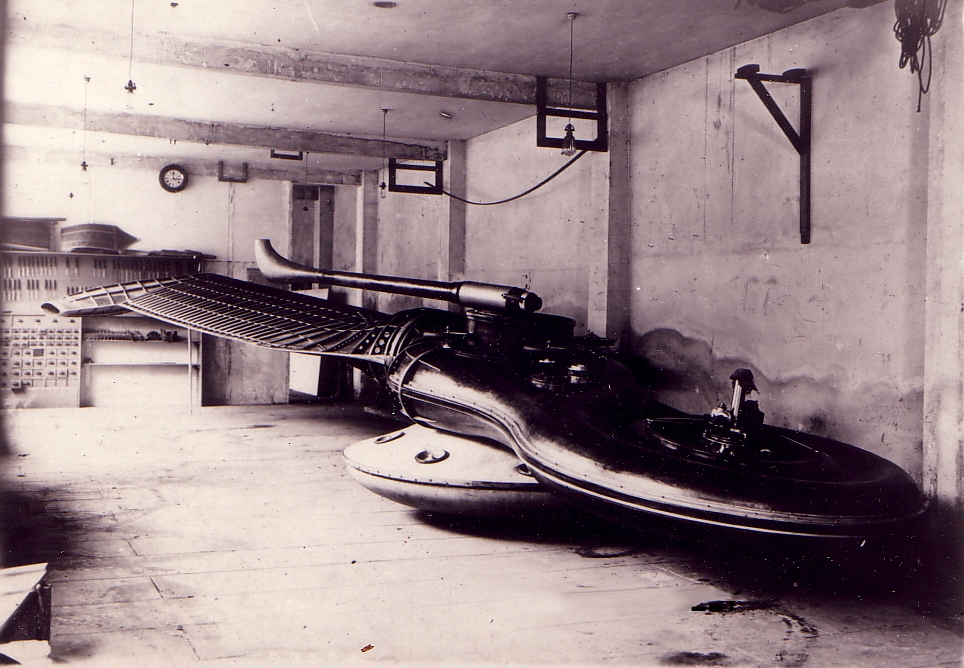
Gyroptère Chrysalide
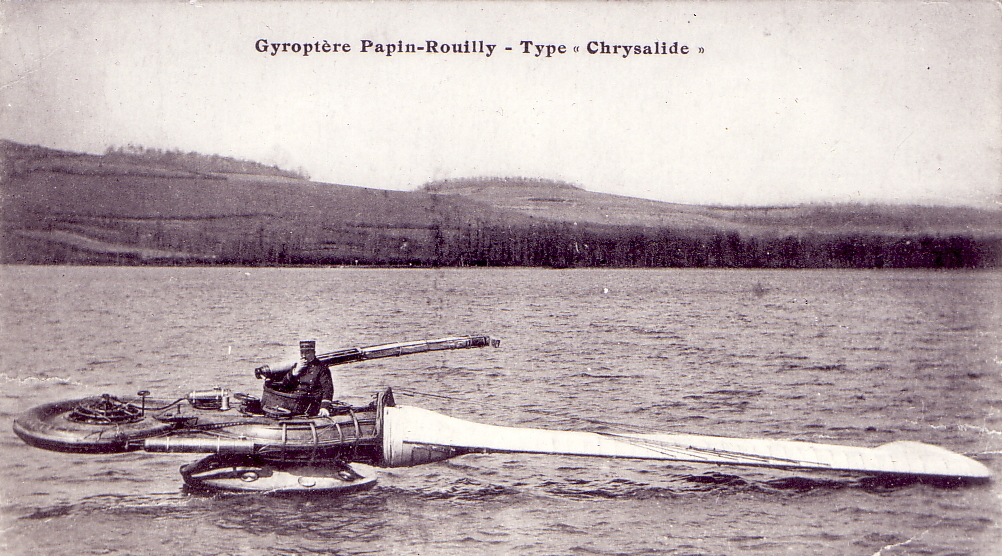
Prêt pour les essais
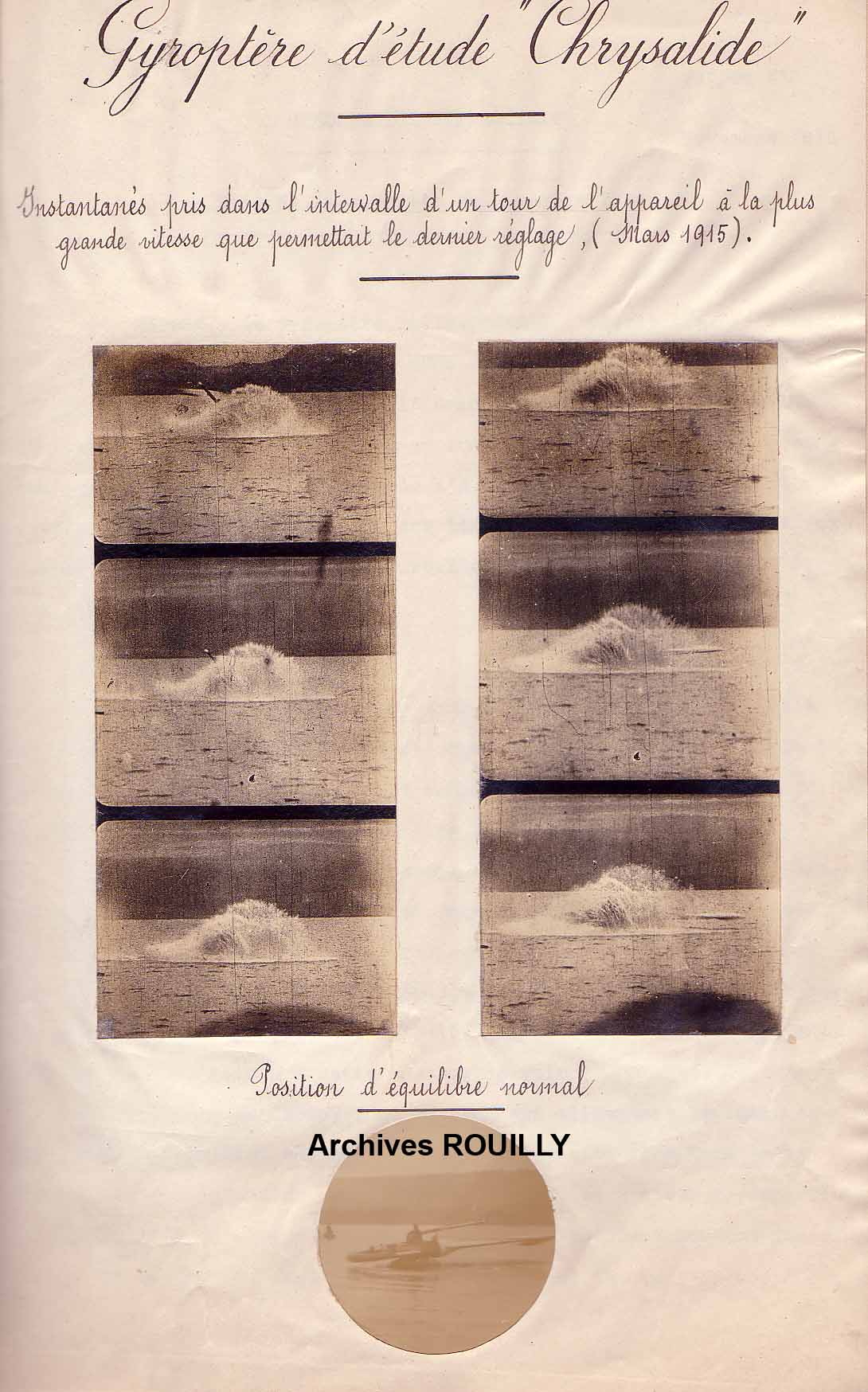
Essai du gyroptère, 1915
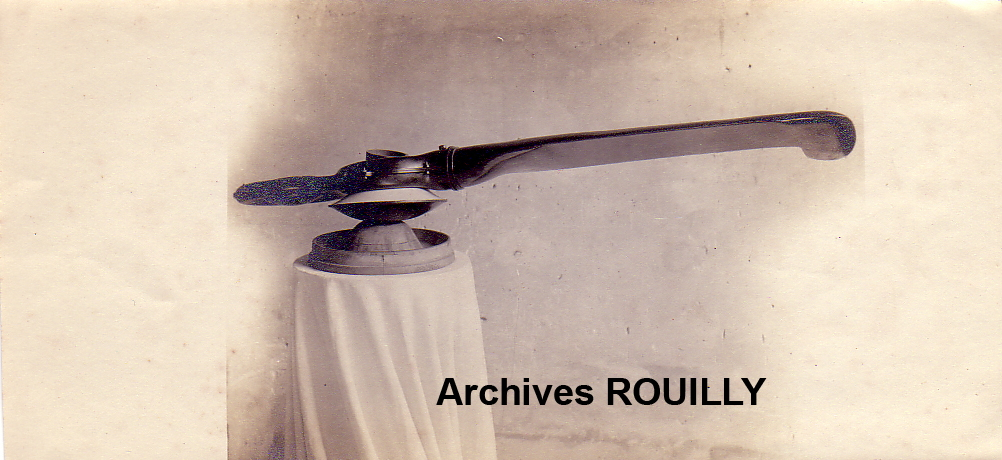
Gyroptère, maquette
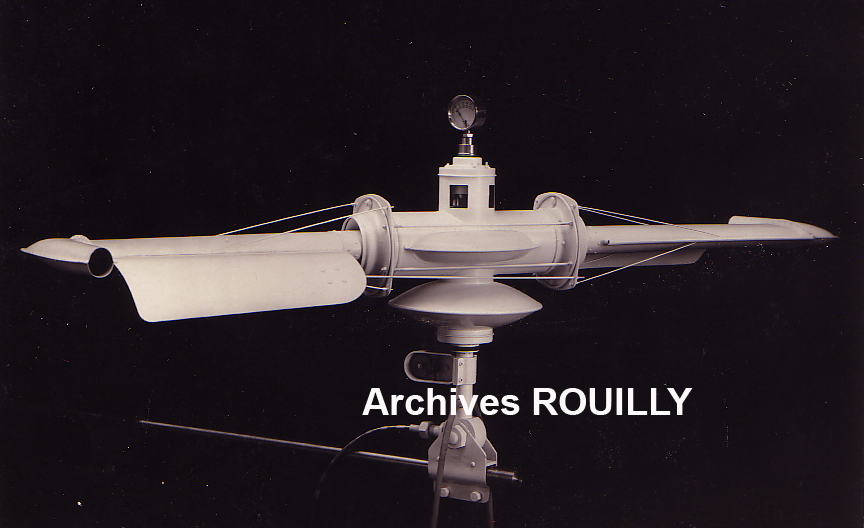
Gyroptère Type D, 1930, maquette
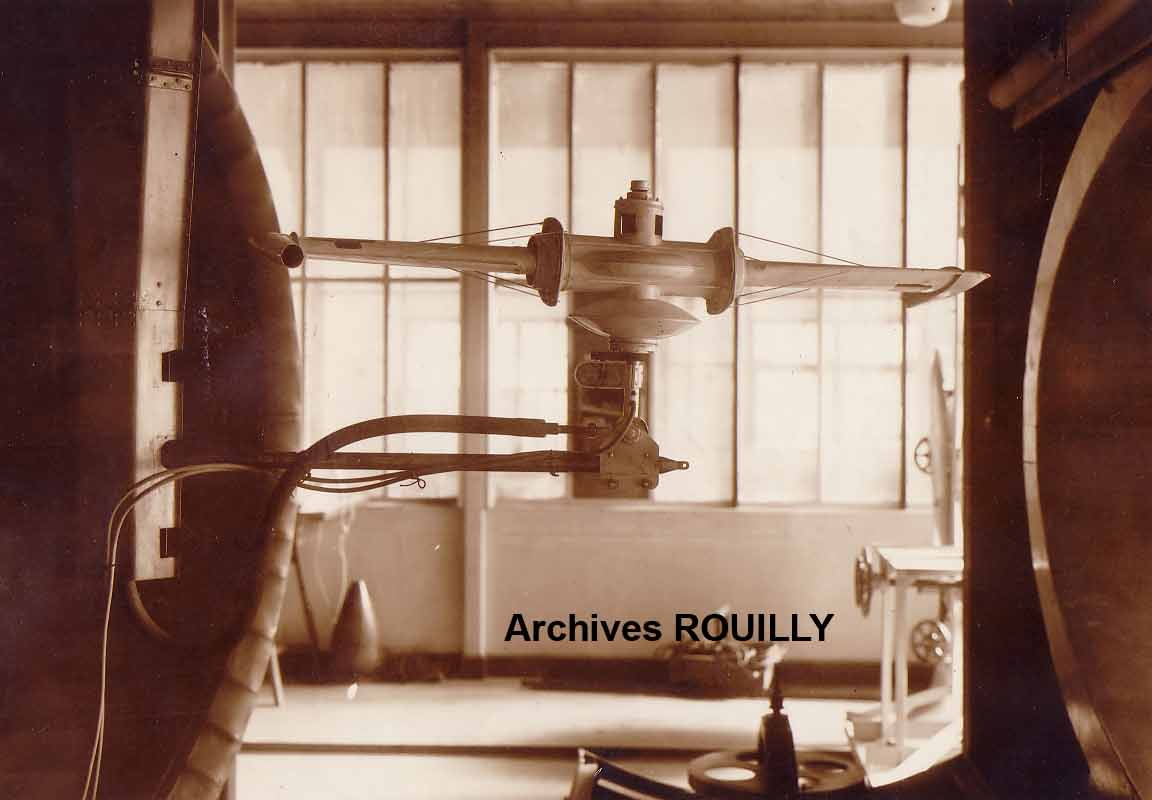
Type D, maquette en soufflerie